# Dectodesis comis
Dectodesis comis är en tvåvingeart som först beskrevs av Munro 1954.  Dectodesis comis ingår i släktet Dectodesis och familjen borrflugor.
Artens utbredningsområde är Madagaskar. Inga underarter finns listade i Catalogue of Life.